# Women's Revelations Cup 2023
La Women's Revelations Cup 2023 fue un torneo amistoso organizado por la FEMEXFUT. En su edición inaugural participaron equipos femeniles sub-17, esta edición fue el  primer torneo en el que participaron selecciones absolutas.

## Sistema de competición
El campeonato se disputa en un formato de todos contra todos, donde cada selección juega tres partidos y gana la selección que obtiene la mejor posición.

## Sede
El estadio mundialista de León fue asignado como sede de los 6 partidos del certamen.
| Guanajuato   |
| Estadio León |
| León         |

## Equipos participantes
Es la primera edición que la Women's Revelations Cup realiza una competición de categoría mayor femenina. Los equipos participantes son México como anfitrión y las selecciones de Costa Rica, Colombia y Nigeria como invitadas, sirviendo como preparación para la Copa Mundial Femenina de Fútbol de 2023 con sede en Australia y Nueva Zelanda en julio y agosto de 2023.
| Equipos participantes | Equipos participantes | Equipos participantes | Equipos participantes |
| --------------------- | --------------------- | --------------------- | --------------------- |
| Colombia              | Costa Rica            | México                | Nigeria               |

## Resultados
- Los horarios corresponden al tiempo de Centro de México (UTC-6).

| Equipo     | Pts. | PJ | PG | PE | PP | GF | GC | Dif. |
| ---------- | ---- | -- | -- | -- | -- | -- | -- | ---- |
| México     | 5    | 3  | 1  | 2  | 0  | 3  | 2  | +1   |
| Colombia   | 5    | 3  | 1  | 2  | 0  | 3  | 2  | +1   |
| Nigeria    | 3    | 3  | 1  | 0  | 2  | 1  | 2  | -1   |
| Costa Rica | 2    | 3  | 0  | 2  | 1  | 2  | 3  | -1   |

### Jornada 1
| 15 de febrero | Costa Rica       | 1:1 (1:0) | Colombia             | Estadio León, Guanajuato |                         |
| 13:00         | Chinchilla 45+1' | Reporte   | Rodríguez 57' (a.g.) | Árbitra: Priscila Pérez  | Árbitra: Priscila Pérez |

| 15 de febrero | México       | 1:0 (0:0) | Nigeria | Estadio León, Guanajuato |                        |
| 16:00         | Palacios 85' | Reporte   |         | Árbitra: Natalie Simon   | Árbitra: Natalie Simon |

### Jornada 2
| 18 de febrero | Colombia   | 1:0 (1:0) | Nigeria | Estadio León, Guanajuato |                          |
| 13:00         | Caicedo 9' | Reporte   |         | Árbitra: Karen Hernández | Árbitra: Karen Hernández |

| 18 de febrero | México       | 1:1 (1:0) | Costa Rica           | Estadio León, Guanajuato |                         |
| 16:00         | Palacios 32' | Reporte   | Rodríguez 48' (a.g.) | Árbitra: Astrid Gramajo  | Árbitra: Astrid Gramajo |

### Jornada 3
| 21 de febrero | Nigeria       | 1:0 (1:0) | Costa Rica | Estadio León, Guanajuato |                      |
| 17:00         | Okoronkwo 45' | Reporte   |            | Árbitra: Diana Pérez     | Árbitra: Diana Pérez |

| 21 de febrero | México    | 1:1 (1:1) | Colombia | Estadio León, Guanajuato |                          |
| 20:00         | Mayor 21' | Reporte   | Usme 13' | Árbitra: Marianela Araya | Árbitra: Marianela Araya |

|                            |
| Bandera de México          |
| Campeón México 1.er título |

## Estadísticas

### Goleadoras
| Jugadora             | Selección  | Goles |
| -------------------- | ---------- | ----- |
| Kiana Palacios       | México     | 2     |
| Priscilla Chinchilla | Costa Rica | 1     |
| Linda Caicedo        | Colombia   | 1     |
| Esther Okoronkwo     | Nigeria    | 1     |
| Catalina Usme        | Colombia   | 1     |
| Stephany Mayor       | México     | 1     |

### Autogoles
| Jugadora         | Selección  | Rival      | Anotado · Autogol |
| ---------------- | ---------- | ---------- | ----------------- |
| Lixy Rodríguez   | Costa Rica | Colombia   | 1                 |
| Karina Rodríguez | México     | Costa Rica | 1                 |